# Passiflora rugosa
Passiflora rugosa är en passionsblomsväxtart som först beskrevs av Maxwell Tylden Masters, och fick sitt nu gällande namn av Tr. och Planch.. Passiflora rugosa ingår i släktet passionsblommor, och familjen passionsblomsväxter. Utöver nominatformen finns också underarten P. r. venezolana.